# Charaxes richelmanni
Charaxes richelmanni is een vlinder uit de familie van de Nymphalidae. De wetenschappelijke naam van de soort is voor het eerst geldig gepubliceerd in 1936 door Johannes Karl Max Röber.